# Joseph Gallifet
Joseph Gallifet, connu également sous le nom de Joseph de Gallifet, né le 2 mai 1663 au Tholonet dans les Bouches-du-Rhône (France) et mort le 31 août 1749 à Lyon (France), était un prêtre jésuite français, écrivain spirituel influent et promoteur zélé de la dévotion au cœur aimant de Jésus (Sacré-Cœur).

## Biographie
Gallifet entre dans la Compagnie de Jésus à l’âge de 15 ans (le 17 septembre 1678), après avoir fait des études classiques au collège d’Aix. Durant ses études de philosophie à Lyon il eut comme directeur spirituel Claude la Colombière qui l’introduit à la dévotion au cœur de Jésus.
Gallifet enseigne durant trois ans au collège d’Avignon : il y entreprend ensuite les études de théologie, mais il tombe malade de tuberculose et interrompt durant un an (1685-1686) qu’il passe à Aix.  Il reprend ses études en 1686 mais sa santé reste précaire. Gallifet est ordonné prêtre en 1689.
Au service de malades durant son Troisième An, il est frappé de graves fièvres qui font rapidement craindre pour sa vie. Un compagnon jésuite, Jean Croiset, fait en son nom le vœu de consacrer toute sa vie au culte du Sacré-Cœur s’il échappe à la mort. Rétabli, Gallifet ratifie personnellement ce vœu. 
Gallifet est successivement recteur des collèges de Vesoul (1692-1704), Grenoble et Lyon. Il est ensuite provincial de Lyon (1716-1719). En 1723 il est appelé à Rome comme Assistant du supérieur Général des Jésuites, Michelangelo Tamburini. Ces charges administratives ne l’empêchent pas de consacrer du temps à promouvoir la dévotion au Sacré-cœur. 
Revenu en France en 1732, il est de nouveau recteur à Lyon où il demeure jusqu'à la fin de sa vie (31 août 1749). Au moment de sa mort pas moins de 700 confraternités du Sacré-Cœur existent en France.

## Écrits spirituels
- Son œuvre théologique principale est le De Cultu Sacrosancti Cordis Dei ac Domini Nostri Jesu Christi, qui fut publié en 1726, non sans de grandes difficultés, car les censeurs officiels estimaient que l’Église « n’approuvait pas de nouvelles formes de dévotions ». Sa demande de l’institution d’une fête universelle du Sacré-Cœur ne fut entendue qu’en 1765.
- De l’excellence de la dévotion au cœur adorable de Jésus-Christ, Lyon, 1733.
- Vérités importantes sur la fin de l’homme et de la grande affaire du salut, Lyon, 1734.
- L'excellence et la pratique de la dévotion à la Sainte Vierge. Lyon, Aimé Delaroche, 1750 puis Lyon, Jacquenot père et Rusand, 1767. Il sera édité plusieurs fois au XIXe siècle.